# Raukumara Conservation Park
Der Raukumara Conservation Park ist ein Naturschutzpark im Gisborne District auf der Nordinsel von Neuseeland. Der Park untersteht dem Department of Conservation.

## Geographie
Der Raukumara Conservation Park befindet sich rund 60 km östlich von Whakatane und 60 km nordnordwestlich von Gisborne, am nordöstlichen Ende der Nordinsel von Neuseeland. Der Park erstreckt sich in einer Südwest-Nordost-Richtung über eine Länge von ca. 60 km und dehnt sich an seiner breitesten Stelle über maximal 30 km aus. Mit einer Fläche von 115.000 Hektar ist er Stand 2020 der größte Conservation Park Neuseelands. Der Park umfasst den größten Teil der Raukumara Range, wobei der Hikurangi mit 1752 m als höchster Gipfel des Gebirgszugs etwas östlich außerhalb des Conservation Parks liegt. Am nordöstlichen Ende des Parks befindet sich noch eine kleinere Fläche, die zwar vom Park getrennt liegt, aber mit zum Schutzgebiet gezählt wird.
Innerhalb des Parks befindet sich das Raukumara Wilderness Area, ein besonders geschütztes Gebiet, das eine Fläche von 39.650 Hektar umfasst.
Administrativ liegt der Conservation Park größtenteils im Gisborne District und nordwestliche kleinere Teile in der Region Bay of Plenty.

## Geschichte
Die Waldgebiete der Raukumara Range wurden während des 20. Jahrhunderts zum Holzeinschlag genutzt. 1969 kaufte die Regierung das unter dem Namen „The Rip“ bekannte Gebiet am Oberlauf des Tapuaeroa River, um dort im Rahmen des East Coast Project Baumanpflanzungen für die Forstwirtschaft vorzunehmen. Erste Naturschutzmaßnahmen fanden für das Gebiet der Raukumara Range statt, als die neuseeländische Regierung im Jahr 1979 den Raukumara Forest Park gründete, der Park aber weiterhin der Forstwirtschaft unterstand und Waldbewirtschaftung vorgenommen wurde. Erst mit dem Conservation Act 1987 gelang es, den Park unter Schutz zustellen und unter die Obhut des Department of Conservation zu stellen.
Mit der Veröffentlichung der Crown Protected Area Names (Namen der Schutzgebiete im Besitz der neuseeländischen Krone) am 22. Mai 2009 in der New Zealand Gazette wurde der Park schließlich zum Conservation Park hochgestuft.